# ساندرا ۱۷۶۰
سیارک ۱۷۶۰ (به انگلیسی: 1760 Sandra، نامگذاری:1950GB) هزار و هفتصد و شصتمین سیارک کشف شده‌است که در ۱۰ آوریل ۱۹۵۰ کشف شد.
قدر مطلق سیارک برابر ۱۱٫۵۰ است.